# Heteronychia morenita
Heteronychia morenita är en tvåvingeart som beskrevs av Peris, Gonzalez-mora och Mingo 1998. Heteronychia morenita ingår i släktet Heteronychia och familjen köttflugor. Inga underarter finns listade i Catalogue of Life.